# Sanyo
 Sanyo er en elektronikvirksomhed fra Japan der siden 2008 har været et datterselskab i Panasonic Corporation.
Virksomheden blev stiftet i 1950 i byen Moriguchi, i prefekturen Osaka.
Den har igennem tiderne produceret alt fra Tv-apparater, Dvd maskiner, tilbehør til mobiltelefoner, halvledere og batterier.